# Tatran Praha
Tatran Praha, oddíl basketbalu (se jménem sponzora Tatran Stavební závody Praha nebo Tatran SZ Praha) byl český basketbalový klub, který vznikl tak, že v sezóně 1964/1965 nadějné družstvo juniorů Sparty Praha, jehož základem byli hráči, kteří získali titul mistra Československa v předcházející sezóně 1963/64 ve starším dorostu, vyhrálo druhou ligu basketbalu mužů 1964/1965 (trenér Zbyněk Kubín) a postoupilo do nejvyšší domácí soutěže basketbalu – 1. československé ligy 1965/66, ve které družstvo hrálo pod názvem Tatran Stavební závody Praha, v němž založení oddílu basketbalu zorganizoval Ing. Pavel Majerík, který nejen hrál, ale také vykonával funkci manažera. Dojednal generálního sponzora (Stavební závody Praha).
Jako hrajícího trenéra angažoval tehdy 35letého Jiřího Baumruka (nar. 1930), jednoho z nejlepších hráčů historie basketbalu Československa, který na Mistrovství Evropy v basketbale mužů 1957 byl vyhlášen nejlepším hráčem Mistrovství Evropy, který potom v sezóně 1964/65 byl trenérem ligového družstva žen Sparty Praha.
Tatran Stavební závody Praha, jehož předsedou byl Ing. Oldřich Janeček, hrál dvě sezóny v československé 1. lize basketbalu a to v sezóně 1965/1966 skončil na 12. místě ze 14 účastníků a 1972/1973 rovněž na 12. místě. Ligové družstvo hrálo přípravná utkání a turnaje v zahraničí např. v Sýrii a Libanonu (1967, 25 dnů), v dalších sezónách ve Francii a Německu.

## Československá basketbalová liga 1965/1966
Konečné pořadí 1. ligy: 1. Slavia VŠ Praha (mistr Československa 1966) - 2. Spartak Brno ZJŠ - 3. Sparta ČKD Praha - 4. Dukla Olomouc - 5. Iskra Svit - 6. NHKG Ostrava - 7. Slavia VŠ Bratislava - 8. Spartak Tesla Žižkov - 9. Slovan Orbis Praha - dalších 5 družstev sestup z 1. ligy: 10. Slovan Bratislava - 11. Spartak Metra Blansko - 12. Tatran Stavební závody Praha - 13. Slavia Praha IPS - 14. Lokomotiva Prešov
Tatran Stavební závody Praha: Jiří Baumruk, Jiří Pietsch, Pavel Majerík, Petr Majerík, Jiří Konečný, Tomáš Záhalka, Pavel Gračko, Václav Krámek, Michal Kusík, Pavel Škeřil, Eduard Veselý, Jan Himmelsberger, Eduard Nováček, Tomáš Spazier Trenér Jiří Baumruk

## Československá basketbalová liga 1972/1973
Konečné pořadí 1. ligy: 1. Dukla Olomouc (mistr Československa 1973) - 2. Slavia VŠ Praha - 3. Spartak Brno ZJŠ - 4. Sparta Praha - 5. Baník Prievidza - 6. Bohemians Praha - 7. RH Pardubice - 8. Internacionál Slovnaft Bratislava - 9. NHKG Ostrava - další 3 družstva sestup z 1. ligy: 10. Baník Ostrava - 11. Iskra Svit - 12. Tatran Stavební závody Praha
Tatran Stavební závody Praha: Jiří Pietsch, Silvestr Vilímec, Luboš Bajgar, Miloš Komeštík, Petr Majerík, Michal Vavřík, Václav Míčka, Jan Šedina, Karel Puček, Stanislav Adam, Jan Himmelsberger, Macháček, Medřický, Bradan. Trenér Milan Kotál